# Nelly van der Linden
Nelly van der Linden van Snelrewaard-Boudewijns, née le 12 janvier 1869 à Bréda et morte le 8 février 1926 à Crowhurst, est une professeure de musique et compositrice néerlandaise. Quelques années après avoir obtenu son diplôme du conservatoire, elle s'oriente vers la musique pour chansons enfantines.
Elle a écrit, entre autres, la musique de la chanson pour enfants Jantje in Modderstad (1906) et la chanson Sinterklaas. Elle a également mis en musique de nombreuses textes de Rie Cramer.
Hendrika van Tussenbroek, Catharina van Rennes et Van der Linden sont considérés comme des compositrices importantes pour le développement de la chanson enfantine néerlandaise à la fin du XIXe et au début du XXe siècle.

## Biographie

### Jeunesse et formation
Neeltje Boudewijns est la fille du voyageur de commerce Gerardus Boudewijns et de Jeannette Eugénie Beaumont. Elle a étudié au Conservatoire de Cologne de 1887 à 1890 . Elle a suivi les enseignements de Max Auer (piano), Arnold Mendelssohn (orgue), Franz Wüllner (chant choral) et Gustav Jensen (théorie et composition). En 1889, elle reçoit une mention honorable pour piano, orgue et contrepoint,. 

### Mariage
Elle épouse Herman Otto van der Linden, Seigneur de Snelrewaard (1839-1897) le 29 janvier 1891. Son mari avait été avocat à Batavia. Il avait écrit la brochure Benda en zijne bewoners (1873) et publié une série d'estampes sous le titre Portefeuille van Bloesemrein. Il a également dirigé de la musique folklorique. Le couple avait presque 30 ans d'écart. Herman Otto van der Linden meurt 6 ans après son mariage en 1897. Sa veuve reste célibataire.

### Enseignante et militante
Nelly van der Linden enseigne à l'École générale de chant et de musique de Breda. Elle dirige une chorale, donne de nombreux concerts (piano et orgue) et anime des conférences sur la composition féminine. Elle a été impliquée dans Vrede door Recht à partir de 1900, un organe de l'Association des femmes néerlandaises pour le désarmement international. La compositrice assiste au Congrès international des femmes en 1915. La même année, elle devient trésorière de l'Association pour la protection des animaux, dans le département de Bréda.

### Compositrice
Elle publie plusieurs compositions dans les années 1895-1900. Les partitions sont publiées par Muziekuitgeverij AA Noske (Middelburg, 1896-1926) ; l'éditeur idéaliste Abraham Anthony Noske (1873-1945), a publié exclusivement des compositeurs néerlandais. À partir de 1901, elle se consacre à la musique pour chansons enfantines. La pièce pour enfants Jantje in Modderstad (1906), dont elle effectue également la mise en scène, a été jouée en Suède, en Finlande et aux Indes.
Elle a écrit de la musique sur des paroles d'Anna Sutorius, Agatha Snellen et Antoon de Rop. Les trois auteurs ont participé à la série Kinderleven. Trois chansons de cette série ont été reprises dans le livre de chansons pour enfants Kun je nog zingen, zing dan mee ! Voor jonge kinderen (publié de 1912 à 1951 pour la 7e édition) :
- Hopsasa, faldera! Poesjes, nu opgelet (texte de Beata) ;
- Trip, trip, trappeldetrap / Door de gang de vlugge stap (texte de Titia van der Tuuk) ;
- Wie komt er alle jaren daar heel uit Spanje varen (texte de Fred Berens).

Certaines paroles de chansons de Rie Cramer sur la musique de Van der Linden ont également été incluses dans des recueils de chansons pour enfants : 
- Gijsje wou zijn melk niet drinken[6] ;
- Anneliesje heeft gejokt om een tweede koekje[7].

Van der Linden est morte le 8 février 1926, dans le sud de l'Angleterre, à l'âge de 57 ans. Elle est inhumée le 19 février 1926 au cimetière protestant de Ginneken (village au sud de Breda, quartier de celui-ci depuis 1942). Un hommage lui a été rendu par la Société protectrice des animaux.

### Postérité
Depuis 1986, une rue de Breda porte le nom de la compositrice. 

## Œuvre (sélection)

### Chansons enfantines
- Kinderleven, meerdere tekstdichters (6 delen, va. ca. 1901)
- Jantje in Modderstad: kinderzangspel in vier bedrijfjes (1903), texte de Tante Lize (naar het Zweedse prentenboek van Ottila Adelborg en Johanna Wildvanck)
- Liedjes bij prentjes (ca. 1913), texte de Rie Cramer
- Nieuwe wijsjes (ca. 1920), texte de Rie Cramer
- Liedjes bij het vuur (ca. 1923), texte de Rie Cramer
- Liedjes aan het raam (1923), texte de Rie Cramer

### Mélodies pour voix solistes et petits ensembles vocaux
- Six mélodies pour alto sur des poèmes de Hélène Swarth (1895)
- Drei Gesänge für Frauenstimmen oder Frauenchor (1895)
- Benedictus pour chœur de femmes (SSAA)

### Piano
- Lyrische Stücke pour piano seul
- pièces à 4 mains pour enfants

### Orgue
- Sept pièces pour harmonium ou orgue